# Parque Upritchard
El Parque Upritchard (en inglés: Upritchard Park) es un campo de críquet en Bangor, Irlanda del Norte en el Reino Unido y la casa del Bangor Cricket Club. En 2005, el espacio recibió tres partidos de la Lista A de la ICC Trophy de 2005. El primero de ellas fue entre Canadá y Escocia, lo que resultó en una victoria escocesa por 7 puntos.  El segundo vio a Dinamarca jugar contra los Emiratos Árabes Unidos, con un partido que terminó sin resultados,  mientras que el tercero vio a Irlanda jugar contra Dinamarca, con Irlanda ganando por 73 carreras. 